# Lawsken

Lawsken 1937

Lawsken war ein westlicher Stadtteil von Königsberg (Preußen), zwischen Rathshof und Juditten gelegen.

## Name
Der Name ist prußisch von „laukas“ abzuleiten: Feld, Acker, Rodeland mit Feldern und Wiesen.

## Geschichte
Der Ort wird erstmals 1286 als „ad campum, qui Lauchsen vulgariter nuncupator“ urkundlich erwähnt. 1299 heißt er „in villam, que Lauxen nuncupator“, 1396 „Lauken das Dorf“. Um 1405 gibt es parallel die Schreibweisen Lauken und Lawsken.
Lawsken gehörte zu Ordenszeiten zusammen mit Rathshof zur Altstadt. Das Dorf wurde 1905 eingemeindet und entwickelte sich zu einem Villenvorort.